# 오모리 겐사쿠
오모리 겐사쿠(일본어: 大森 健作, 1975년 11월 21일 ~ )는 일본의 전 축구 선수이다.

## 구단 경력
과거 요코하마 마리노스, 가시마 앤틀러스, 교토 퍼플 상가, 콘사돌레 삿포로, 세레소 오사카, 도쿠시마 보르티스에서 활동하였다.

## 국가대표팀 경력
그는 1995년 FIFA 세계 청소년 축구 선수권 대회에 참가할 일본 U-20 국가대표팀에 발탁되었으며, 3경기에 출전했다.